# Hobbya
Hobbya is een geslacht van vliesvleugeligen uit de familie Pteromalidae. De wetenschappelijke naam van dit geslacht is voor het eerst geldig gepubliceerd in 1957 door Delucchi.

## Soorten
Het geslacht Hobbya is monotypisch en omvat slechts de volgende soort:
- Hobbya stenonota (Ratzeburg, 1848)